# جولز جونين
جولز جونين (ولد في 10 أغسطس 1870 - توفي في إبريل 1935) كان بروفيسور في طب العيون في لوزان والذي كان الرائد في وقتها في طريقة الوخز بالمكواة (Ignipuncture) في عملية فصل الشبكية.

## بدايات حياته
جولز الصغير نشأ في أسرة مثقفة ومتدينة. في خلال دراسته ظهر لديه الموهبة في اللغات. لقد تكلم الفرنسية، الألمانية السويسرية، اللاتينية واليونانية. درس أيضاً اللغة الإنجليزية، الإسبانية والإيطالية.
دخل كلية العلوم في 1888 ودرس الطب في جامعة لوزان. نال وسام من الجامعة من أجل دراسته وبحوثه على الفراشات. دخل معهد علم الأمراض في لوزان. تطور لديه الاهتمام بطب العيون وعرض عليه التدرب بواسطة الدكتور مارك دوفور (Marc Dufour (ophthalmologist))، ومن ثم أصبح مدير مستشفي طب العيون في لوزان في 1896

## جائزة نوبل
جونين كان قريباً جداً من نيل جائزة نوبل في الطب أو علم وظائف الأعضاء من أجل اختراعاته في مجال انفصال الشبكية وطبقاً للبعض كان يجب أن ينالها. تم النظر في نيله الجائزة بجدية من لجنة نوبل في 1934. استطلاع رأى على أبحاث جونين على أطباء العيون حول العالم والتي تمرد الرد عليها كلها بالتفضيل، مع استثناء واحد فقط. يُعتقد أنه أتي من رجل دولة حسود، والذي أقنع اللجنة لكي تؤجل الجائزة لسنة واحدة. على أية حال، توفي جونين في ربيع 1935، وذلك قبل منح الجائزة التالية.

## التكريمات الأخري
- المجلس الدولي لطب العيون (International Council of Ophthalmology) أنشئ جائزة جونين (Gonin Medal) المُسماه تيمناً به في 1941، والتي تُمنح كل أربعة سنين منذ هذا الوقت.
- فندق Hôpital ophtalmique Jules-Gonin مُسمي علي إسمه.
- الشارع الموجود في لوزان الذي كان يسير فية جونين من بيته إلي المُستشفي كل يوم الآن مُسمي بإسمه.

## روابط خارجية
- أعمال أو نبذة عن جولز جونين على أرشيف الإنترنت
- Jules Gonin, MD at www.ascrs.org